# 画像情報教育振興協会
公益財団法人画像情報教育振興協会（がぞうじょうほうきょういくしんこうきょうかい、略称：CG-ARTS協会）は、コンピュータグラフィックス関連クリエイターとエンジニアの育成と文化振興を目的とする公益法人。コンピュータグラフィックスに関連した各種検定試験を実施するほか、指導者の養成、作品発表、外国との技術・作品交流など多彩な事業を展開している。また、文化庁メディア芸術祭を文化庁とともに主催し、企画や運営などを担当している。元文部科学省所管。
日本国内のデザイン系・情報系の専門学校、短期大学ではキャンパスを会場として、CG-ARTS協会の検定試験を実施しているところが多い。

## 歴史
画像情報教育振興協会の歴史をまとめる。CG-ARTS検定については、#検定の沿革で記述する。
- 1985年5月30日 - 金子満がJCGL社内で「CGカリキュラム研究会」を発足。
- 1988年11月1日 - 全国11大学の研究者により「画像情報生成処理技術者の育成に関する研究会」発足
- 1990年4月27日 - 「画像情報生成処理者の育成に関する研究会」に名称変更
- 1991年11月3日 - 第1回「画像情報生成処理技術者試験」（略称：CG試験）試験を実施。
- 1992年1月22日 - 文部省（後の文部科学省）から設立認可され、財団法人化。名称を「財団法人画像情報教育振興協会」に変更。
- 1994年5月29日 - 第1回「文部省認定 画像情報技能検定CG部門」（略称：CG検定）を実施。
- 2012年4月1日 - 内閣総理大臣より公益財団法人に認定される。名称を「公益財団法人画像情報教育振興協会」に変更。

## CG-ARTS検定
CG-ARTS検定（シージー・アーツけんてい）は、画像情報教育振興協会が主催する5つの検定試験の総称。前身は、1993年から2005年前期まで文部科学省認定の公的資格だった画像情報技能検定（CG部門、画像処理部門、マルチメディア部門の各1級〜3級、略称：CG検定）。
2005年後期から文部科学省後援の民間資格に変わり、ディジタル映像部門とWebデザイン部門（各1級〜3級）が追加された。その後何度かの改称を経て、マルチメディア検定、CGクリエイター検定、Webデザイナー検定、CGエンジニア検定、画像処理エンジニア検定の5つの検定を指すようになった。2010年前期からは級位が廃止され、難易度がエキスパート（2級相当）とベーシック（3級相当）の2つになった。

### 検定の概要
パーソナルコンピュータなどの情報端末が普及した昨今では、端末を利用した情報収集だけでなく、デジタルの動画や画像データを利用したコミュニケーションなど、デジタルメディアの高度な活用能力が求められている。CG-ARTS検定は、画像処理を範囲とした5つの検定試験の学習を通じて、的確で豊かな情報発信ができる人材を育成することをねらいとしている。すべての検定で知的財産権が範囲に含まれており、著作権侵害などに関する知識も問われる。
2017年現在、行われている検定試験は以下の5つ。
マルチメディア検定
CG-ARTS検定すべての土台となる検定で、想定職種はすべてのビジネスパーソン。マルチメディアを使いこなし、多様なコンテンツを作成する能力を評価するとともに、ビジネスで使われるIT分野の幅広い知識を測る。
CGクリエイター検定
CGデザイナーやCGアニメーターなどに求められる、映像表現技術やCGソフトウェアの利用能力などを評価する。デザインに関する基礎知識から、映像制作の知識、3次元CG制作の知識など、表現に特化した知識を測る。MdNとCGWORLDが公認。
Webデザイナー検定
ウェブデザイナーに求められる、ウェブサイトの制作能力を評価する。ウェブサイトの計画的な制作手順から、動きや音などの表現方法、HTMLやCSS、動的コンテンツの制作技術に関する知識を測る。MdNが公認。
CGエンジニア検定
エンジニアに求められる、ソフトウェアやハードウェア、システムの開発能力の中でも、特にCG分野に関連する能力を評価する。デジタル画像の基礎知識から、アニメーションや画像処理アルゴリズムの基礎、CGシステムの設計や開発、カスタマイズなどの知識を測る。映像やゲーム、VRやARアプリの制作や開発などを扱う者を対象とする。CGWORLDが公認。
画像処理エンジニア検定
ソフトウェアやハードウェア、システムの開発能力の中でも、特に画像処理分野に関連する能力を評価する。撮影や色空間に関する知識のほか、動画像処理や空間情報処理、光学的解析などの高度なアルゴリズムの知識を測る。工業分野、医用、リモートセンシング、ロボットビジョンなどを扱う者を対象とする。

### 検定の沿革
- 1990年
  - 2月6日 - 画像情報生成処理技術者試験の第1回試行試験を実施。
  - 4月27日 - 試験名称を画像情報生成処理者試験に変更。
- 1991年 - 画像情報生成処理技術者試験（略称：CG試験）の3級（11月3日）と2級（12月23日）を実施開始（年1回）。
- 1992年11月29日 - 画像情報生成処理技術者試験1級を実施開始（年1回）。
- 1993年12月27日 - 画像情報技能検定CG部門（略称：CG検定）に名称変更し、文部科学省に認定され公的資格となる。
- 1994年
  - 5月29日 - 文部科学省認定の公的資格として、画像情報技能検定CG部門2級が実施開始（年1回）。
  - 11月27日 - 画像情報技能検定CG部門（1・3級）が実施開始（年1回）。
- 1996年
  - 7月7日 - 画像情報技能検定に画像処理部門（略称：画像処理検定）2級が追加され実施開始（年2回）。文部科学省認定。
  - 11月24日 - 画像情報技能検定に画像処理部門とマルチメディア部門（略称：マルチメディア検定）の各3級が追加され実施開始（年2回）。どちらも文部科学省認定。
- 1997年6月22日 - 画像情報技能検定画像処理部門2級が実施開始。以降、すべての部門が年2回実施に変更。
- 2005年11月27日 - 文部科学省後援の民間資格となり、CG部門と画像処理部門はCGエンジニア検定の各部門に改称された。マルチメディア部門はマルチメディア検定へと改称し、1級が廃止された。また、CGクリエイター検定（ディジタル映像部門、Webデザイン部門、各1級〜3級）が開始された。
- 2007年 - マルチメディア検定を除き、各部門の略称が現在の名称（CGクリエイター検定、Webデザイナー検定、CGエンジニア検定、画像処理エンジニア検定）に変更。
- 2010年 - 級位が廃止され、難易度がエキスパート（2級相当）とベーシック（3級相当）の2つになった。すべての検定の1級が廃止された。
- 2012年 - 略称が正式名称へと置き換わった。

※表中の括弧書きは略称、Eはエキスパート、Bはベーシックを示す。
|                     | マルチメディア検定                                         | マルチメディア検定                                         | マルチメディア検定                                         | CGクリエイター検定                    | CGクリエイター検定                    | CGクリエイター検定                    | Webデザイナー検定                  | Webデザイナー検定                  | Webデザイナー検定                  | CGエンジニア検定                   | CGエンジニア検定                   | CGエンジニア検定                   | 画像処理エンジニア検定                         | 画像処理エンジニア検定                         | 画像処理エンジニア検定                         |
| ------------------- | ---------------------------------------------------------- | ---------------------------------------------------------- | ---------------------------------------------------------- | ------------------------------------- | ------------------------------------- | ------------------------------------- | ---------------------------------- | ---------------------------------- | ---------------------------------- | ---------------------------------- | ---------------------------------- | ---------------------------------- | ---------------------------------------------- | ---------------------------------------------- | ---------------------------------------------- |
| 1993年〜 1996年     | -                                                          | -                                                          | -                                                          | -                                     | -                                     | -                                     | -                                  | -                                  | -                                  | 画像情報技能検定 CG部門 （CG検定） | 画像情報技能検定 CG部門 （CG検定） | 画像情報技能検定 CG部門 （CG検定） | -                                              | -                                              | -                                              |
| 1993年〜 1996年     | -                                                          | -                                                          | -                                                          | -                                     | -                                     | -                                     | -                                  | -                                  | -                                  | 1級                                | 2級                                | 3級                                | -                                              | -                                              | -                                              |
| 1996年〜 2005年前期 | 画像情報技能検定 マルチメディア部門 （マルチメディア検定） | 画像情報技能検定 マルチメディア部門 （マルチメディア検定） | 画像情報技能検定 マルチメディア部門 （マルチメディア検定） | -                                     | -                                     | -                                     | -                                  | -                                  | -                                  | 画像情報技能検定 CG部門 （CG検定） | 画像情報技能検定 CG部門 （CG検定） | 画像情報技能検定 CG部門 （CG検定） | 画像情報技能検定 画像処理部門 （画像処理検定） | 画像情報技能検定 画像処理部門 （画像処理検定） | 画像情報技能検定 画像処理部門 （画像処理検定） |
| 1996年〜 2005年前期 | 1級                                                        | 2級                                                        | 3級                                                        | -                                     | -                                     | -                                     | -                                  | -                                  | -                                  | 1級                                | 2級                                | 3級                                | 1級                                            | 2級                                            | 3級                                            |
| 2005年後期 〜2006年 | マルチメディア検定                                         | マルチメディア検定                                         | マルチメディア検定                                         | CGクリエイター検定 ディジタル映像部門 | CGクリエイター検定 ディジタル映像部門 | CGクリエイター検定 ディジタル映像部門 | CGクリエイター検定 Webデザイン部門 | CGクリエイター検定 Webデザイン部門 | CGクリエイター検定 Webデザイン部門 | CGエンジニア検定 CG部門            | CGエンジニア検定 CG部門            | CGエンジニア検定 CG部門            | CGエンジニア検定 画像処理部門                  | CGエンジニア検定 画像処理部門                  | CGエンジニア検定 画像処理部門                  |
| 2005年後期 〜2006年 | 廃止                                                       | 2級                                                        | 3級                                                        | 1級                                   | 2級                                   | 3級                                   | 1級                                | 2級                                | 3級                                | 1級                                | 2級                                | 3級                                | 1級                                            | 2級                                            | 3級                                            |
| 2007年〜 2009年     | マルチメディア検定                                         | マルチメディア検定                                         | マルチメディア検定                                         | （CGクリエイター検定）                | （CGクリエイター検定）                | （CGクリエイター検定）                | （Webデザイナー検定）              | （Webデザイナー検定）              | （Webデザイナー検定）              | （CGエンジニア検定）               | （CGエンジニア検定）               | （CGエンジニア検定）               | （画像処理エンジニア検定）                     | （画像処理エンジニア検定）                     | （画像処理エンジニア検定）                     |
| 2007年〜 2009年     | -                                                          | 2級                                                        | 3級                                                        | 1級                                   | 2級                                   | 3級                                   | 1級                                | 2級                                | 3級                                | 1級                                | 2級                                | 3級                                | 1級                                            | 2級                                            | 3級                                            |
| 2010年〜 2011年     | マルチメディア検定                                         | マルチメディア検定                                         | マルチメディア検定                                         | （CGクリエイター検定）                | （CGクリエイター検定）                | （CGクリエイター検定）                | （Webデザイナー検定）              | （Webデザイナー検定）              | （Webデザイナー検定）              | （CGエンジニア検定）               | （CGエンジニア検定）               | （CGエンジニア検定）               | （画像処理エンジニア検定）                     | （画像処理エンジニア検定）                     | （画像処理エンジニア検定）                     |
| 2010年〜 2011年     | -                                                          | E                                                          | B                                                          | 廃止                                  | E                                     | B                                     | 廃止                               | E                                  | B                                  | 廃止                               | E                                  | B                                  | 廃止                                           | E                                              | B                                              |
| 2012年〜            | マルチメディア検定                                         | マルチメディア検定                                         | マルチメディア検定                                         | CGクリエイター検定                    | CGクリエイター検定                    | CGクリエイター検定                    | Webデザイナー検定                  | Webデザイナー検定                  | Webデザイナー検定                  | CGエンジニア検定                   | CGエンジニア検定                   | CGエンジニア検定                   | 画像処理エンジニア検定                         | 画像処理エンジニア検定                         | 画像処理エンジニア検定                         |
| 2012年〜            | -                                                          | E                                                          | B                                                          | -                                     | E                                     | B                                     | -                                  | E                                  | B                                  | -                                  | E                                  | B                                  | -                                              | E                                              | B                                              |

### 検定の詳細
検定日程
全科目・難易度共通で年2回、前期は7月の第2日曜日、後期は11月の第4日曜日に行われる。
併願受験
1日で最大4検定（午前はベーシック2検定まで、午後はエキスパート2検定まで）受験可能。
試験時間
ベーシック（単願60分、併願100分）・エキスパート（単願80分、併願150分）
試験形式
マークシート形式
問題数
10問
受験資格
誰でも受験可能。
出願方法
個人（Webサイトまたは郵便局）または団体（Webサイト）